# Humster
Un humster (de l'anglès human —humà— i hamster —hàmster—) és una línia cel·lular híbrida feta d'un oòcit de hàmster fecundat amb espermatozoides humans. Això és possible a causa de la promiscuïtat única dels òvuls de hàmster, que els permet fusionar-se amb espermatozoides que no siguin de hàmster. Sempre està format per cèl·lules individuals i no pot formar un ésser pluricel·lular. Els humsters solen ser destruïts abans de dividir-se en dues cèl·lules, i encara que arribessin a dividir-se romandrien inviables.
Els humsters es creen habitualment principalment per dos motius:
- Per a evitar problemes legals amb el treball amb línies de cèl·lules mare embrionàries humanes pures.
- Per a avaluar la viabilitat de l'esperma humà per a la fecundació in vitro

Els híbrids de cèl·lules somàtiques entre humans i hàmsters o ratolins s'han utilitzat per al mapeig de diversos trets almenys des de la dècada de 1970.